# Tuen Ma Line (métro de Hong Kong)
La ligne Tuen Ma (chinois traditionnel : 屯馬綫)  est une ligne du métro de Hong Kong. Sa phase 1 est mise en service le 14 février 2020. Le nouveau prolongement de la ligne était ouverte le 27 juin 2021. La ligne traverse 27 stations différentes de Tuen Mun à Wu Kai Sha. Le temps de trajet est de 72 à 75 minutes, dépend des services rapides aux heures de pointe ou des restrictions de nuit.